# Chiesa del Purgatorio (Barletta)
La Chiesa del Purgatorio è un edificio di culto in stile barocco  che si trova nella centralissima Via Duomo (Barletta) a Barletta.

## Storia e descrizione
La costruzione della Chiesa avvenne fra nel settecento a opera dalla Confraternita del Purgatorio, dalla quale prende il nome.
È una delle tre chiese di Barletta decorate in stile barocco, con ricchi dettagli e affreschi sia fuori che dentro. 
La chiesa è localizzata nell'isola medievale di Barletta a poca distanza da Palazzo Bonelli (Barletta).
Al suo interno si conservano le opere del pittore Giovanni Battista Calò.

## Galleria d'immagini

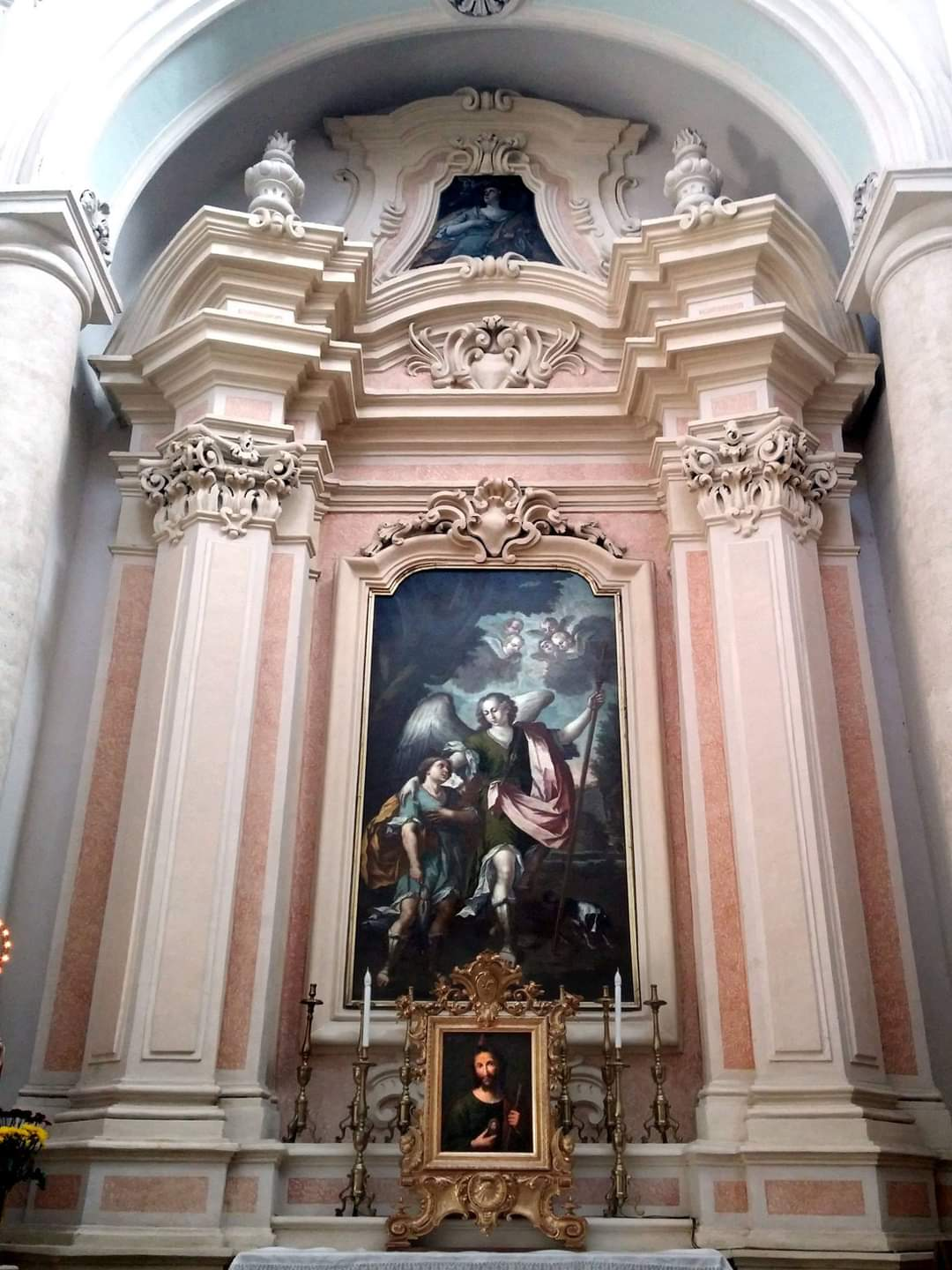
Particolare dell'altare
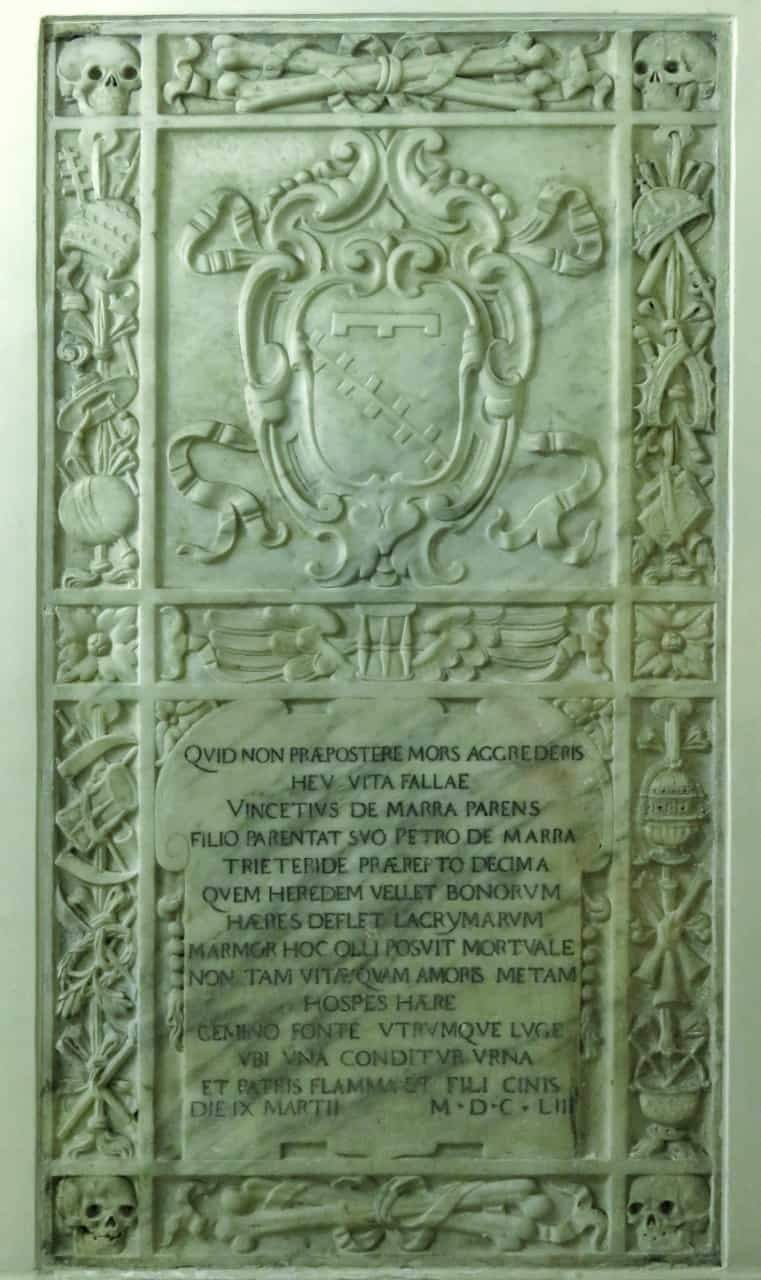
Lastra tombale
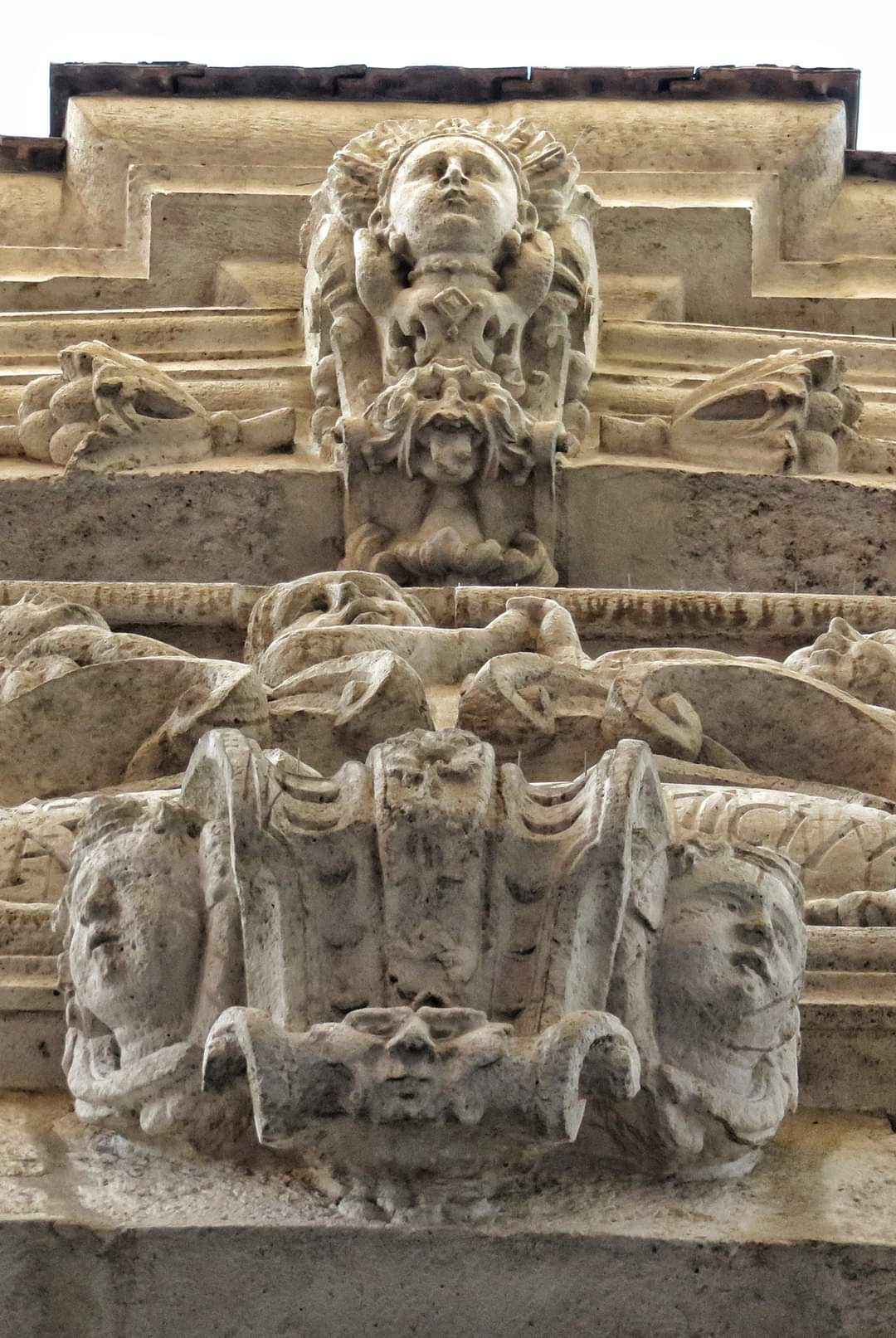
Esterni